# Thomas Radbruch
Thomas Radbruch (* 1945 in Lübeck) ist ein deutscher, international arbeitender Fotograf.

## Leben
Geboren 1945 in Lübeck, arbeitete Thomas Radbruch nach seinem Studium an der Hamburger Fotoschule zunächst als Bildjournalist, Mode- und Architekturfotograf.
Seit 1975 ist er freischaffend mit zahlreichen internationalen Ausstellungen und Veröffentlichungen vertreten.
Ein Themenschwerpunkt seiner Werke ist die Stadt: Seine Arbeiten erzählen vom Überleben in Megacities und beschaulichen Kleinstadtidyllen dieser Welt.

## Bibliografie
- 1995: St. Marien zu Lübeck
- 1999: Lübeck Bilderbuch, ISBN 3-8042-0844-4
- 2000: Hamburger Impressionen, ISBN 3-434-52567-X
- 2001: Das Buddenbrookhaus, ISBN 3-434-52577-7
- 2009: Thomas Manns Lübeck – Ein literarischer Führer durch die alte Hansestadt, ISBN 3-8319-0344-1
- 2011: Lübeck Stadtführer, ISBN 978-3-00-011284-3